# Espíritus animales
Los espíritus animales (en latín: spiriti animali) son un conjunto de teorías que han tenido como objetivo, a lo largo del tiempo, explicar el funcionamiento de los humanos en sus comportamientos. Se  refiere a aquellas fuerzas que empujan a las personas a actuar, como una especie de 'carga vital'. El término ha sido utilizado en varios campos, desde el espiritual (particularmente en prácticas animistas) hasta el económico.
Si la noción proviene del pensamiento médico griego vía Galeno, es retomada en la Edad Media y aún está presente en Descartes; luego se refiere a lo que ahora se llama impulsos nerviosos.
La noción fue propuesta también por John Maynard Keynes para describir los sentimientos y las emociones humanas que influyen en el comportamiento de los agentes económicos (consumidores, inversores, productores, etc.).

## Economía y Keynes
"Espíritus animales" es un término que Keynes utilizó en su libro de 1936 Teoría general de la ocupación, el interés y el dinero para describir la emoción o el afecto que influye en el comportamiento humano y que se puede medir en términos de la confianza de los consumidores. La confianza también está incluida o es producida por los "espíritus animales". Entre 2008 y 2009 se publicaron varios artículos y por lo menos dos libros con un enfoque sobre los "espíritus animales", como parte del resurgimiento keynesiano.
La cita original de Keynes dice lo siguiente:
"Aún haciendo a un lado la inestabilidad debida a la especulación, hay otra inestabilidad que resulta de las características de la naturaleza humana: que gran parte de nuestras actividades positivas dependen más del optimismo espontáneo que de una expectativa matemática, ya sea moral, hedonista o económica. Quizá la mayor parte de nuestras decisiones de hacer algo positivo, cuyas consecuencias completas se irán presentando en muchos días por venir, sólo pueden considerarse como el resultado de los espíritus animales —de un resorte espontáneo que impulsa a la acción de preferencia a la quietud, y no como consecuencia de un promedio ponderado de los beneficios cuantitativos multiplicados por las probabilidades cuantitativas."
Keynes parece hacer referencia al término que utilizó David Hume para la motivación espontánea. El término en sí se deriva de la palabra latina spiritus animales, que puede interpretarse como el espíritu (o el líquido) que impulsa el pensamiento humano, el sentimiento y la acción.

## Otras teorías de las expectativas
Existen diversas teorías sobre la incidencia de las expectativas en la economía:
- Las denominados expectativas adaptativas.
- Una teoría alternativa de como se forman las expectativas es la de la teoría de las expectativas racionales.